# Sounding the Seventh Trumpet
Sounding the Seventh Trumpet är Avenged Sevenfolds debutalbum. Det var först utgivet år 2001 av det belgiska skivbolaget Good Life Recordings. Sedan blev det utgivet igen 19 mars 2002, men den här gången av skivbolaget Hopeless Records.

## Låtlista
1. To End the Rapture - 1:24
2. Turn the Other Way - 5:36
3. Darkness Surrounding - 4:49
4. The Art of Subconscious Illusion - 3:45
5. We Come Out at Night - 4:44
6. Lips of Deceit - 4:09
7. Warmness on the Soul - 4:19
8. An Epic of Time Wasted - 4:18
9. Breaking Their Hold - 1:11
10. Forgotten Faces - 3:26
11. Thick and Thin - 4:15
12. Streets - 3:06
13. Shattered by Broken Dreams - 7:08